# Алиев, Али Наги оглы
Али Наги оглы Алиев (азерб. Əli Nağı oğlu Əliyev; 1932, Нехрам, Нахичеванская АССР — 22 мая 1995, Нехрам, Нахичеванская Автономная Республика) — советский азербайджанский хлопковод, виноградарь и табаковод, Герой Социалистического Труда (1982). Мастер табака, мастер виноградарства и мастер хлопка Азербайджанской ССР. Лауреат Государственной премии Азербайджанской ССР (1978).

## Биография
Родился в 1932 году в селе Неграм Нахичеванского района Нахичеванской АССР (ныне Бабекский район Нахичеванской АР Азербайджана).
Окончил Азербайджанский сельскохозяйственный институт (1963).
С 1949 года — колхозник колхоза «Коммунизм» Нахичеванского района Нахичеванской АССР, техник треста «Лениннефть» в городе Баку, техник-строитель колхоза, с 1965 года — бригадир совхоза «Коммунизм» Бабекского района Нахичеванской АССР Азербайджанской ССР.
Али Алиев показал себя на работе умелым, опытным трудящимся, регулярно получающим высокие результаты в сельском хозяйстве. Али Алиев достиг высоких результатов при выполнении планов восьмой, девятой, десятой и одиннадцатой пятилеток. В период восьмой пятилетки коллектив бригады под руководством Алиева получил урожай хлопка 50 центнеров с гектара, в период девятой и десятой пятилеток бригада достигла высоких результатов при выполнении плана по сбору табака. Наибольших успехов достиг коллектив бригады Алиева в 1981 году, первом году одиннадцатой пятилетки — план продажи государству винограда был выполнен на 401 процент, получено 150 центнеров первого винограда с каждого гектаров молодых виноградников.
Указом Президиума Верховного Совета СССР от 10 марта 1982 года за достижение высоких результатов и трудовой героизм, проявленный в выполнении планов и социалистических обязательств по увеличению производства и продажи государству хлопка, винограда, овощей и других сельскохозяйственных продуктов в 1981 году Алиеву Али Наги оглы присвоено звание Героя Социалистического Труда с вручением ордена Ленина и золотой медали «Серп и Молот».
Активно участвовал в общественной жизни Азербайджана. Депутат Верховного Совета СССР 10-го и 11-го созывов от Нахичеванского избирательного округа. Депутат Верховного Совета Нахичеванской АССР 11 созыва.
Скончался 22 мая 1995 года в родном селе.